# Orania lauterbachiana
Orania lauterbachiana är en enhjärtbladig växtart som beskrevs av Odoardo Beccari. Orania lauterbachiana ingår i släktet Orania och familjen Arecaceae. Inga underarter finns listade i Catalogue of Life.